# Biserica de lemn din Lungești, Cluj

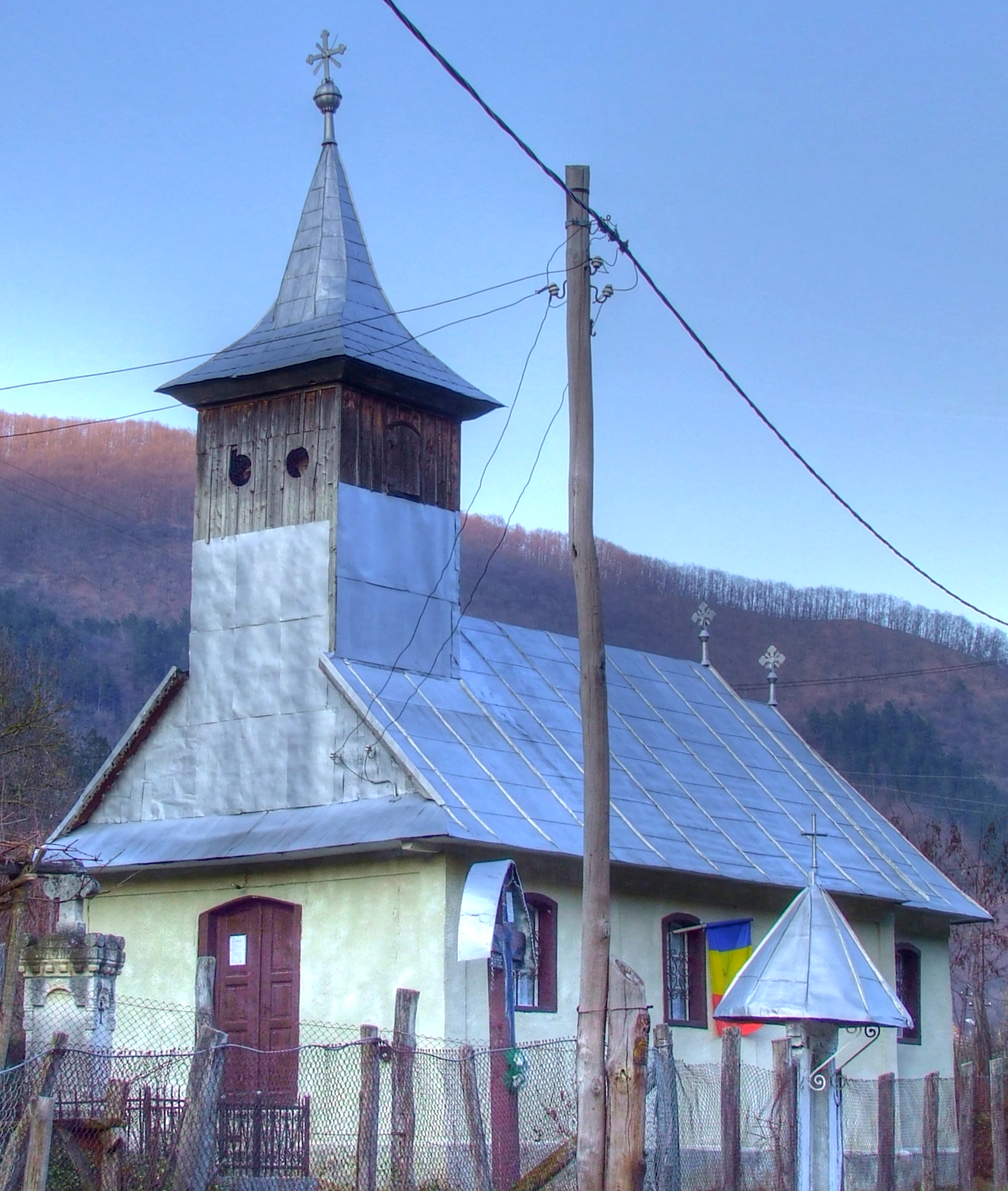
Biserica de lemn din Lungeşti, județul Cluj, 2009

Biserica de lemn din Lungești, comuna Iara, județul Cluj a fost construită în secolul al XVIII-lea. Biserica nu se află pe noua listă a monumentelor istorice. Are hramul „Sfântul Mare Mucenic Gheorghe”. 

## Istoric
Biserica a fost constuită ȋn  anul 1741 ȋn Sălciua de Sus și strămutată ȋn anul 1907. O inscripție din 16 decembrie 1907, făcută pe o bârnă, marchează momentul relocării ei.
Nu are pictură interioară și obiecte de patrimoniu. În pronaos există o cruce veche pictată.

## Imagini

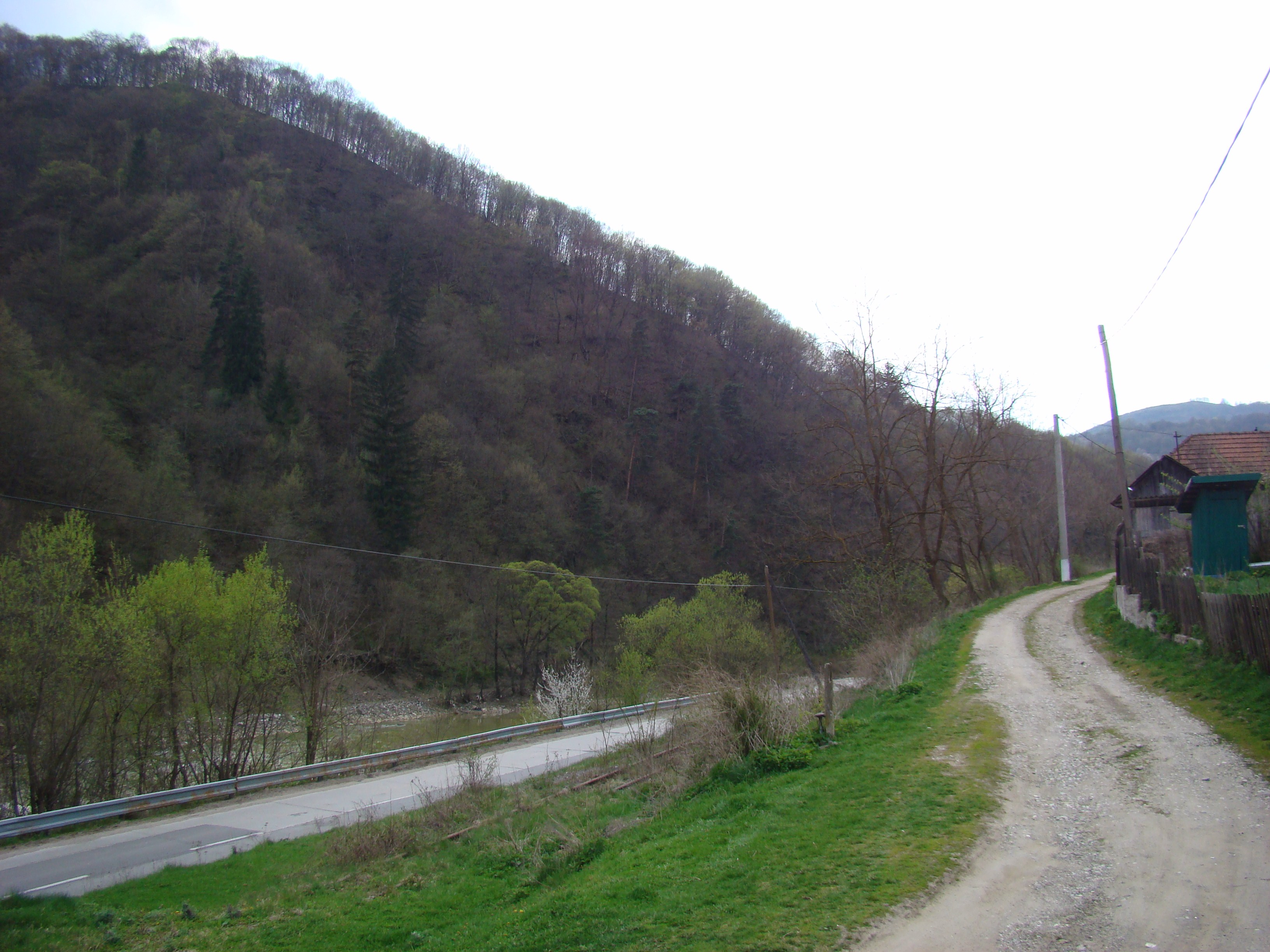
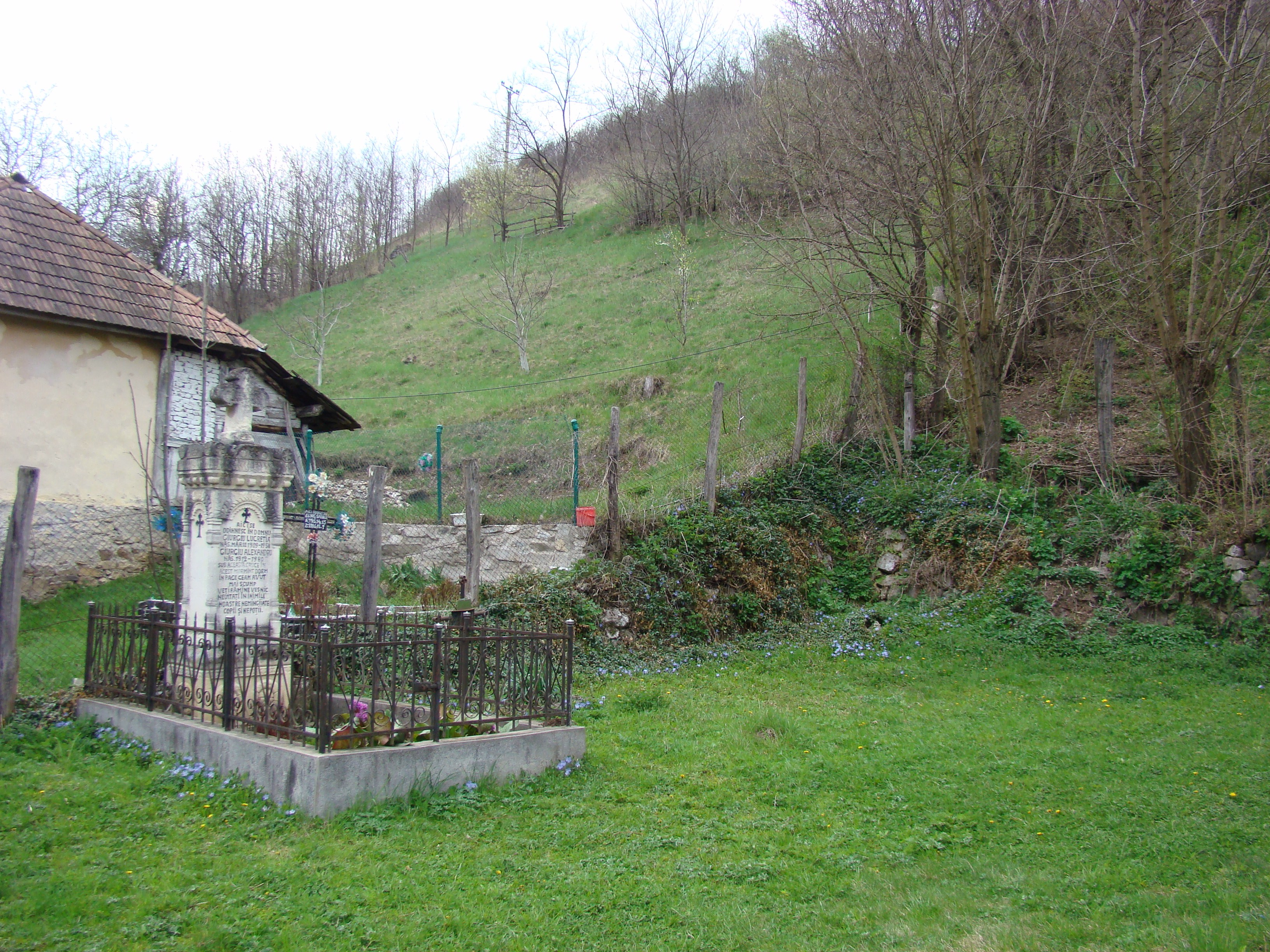
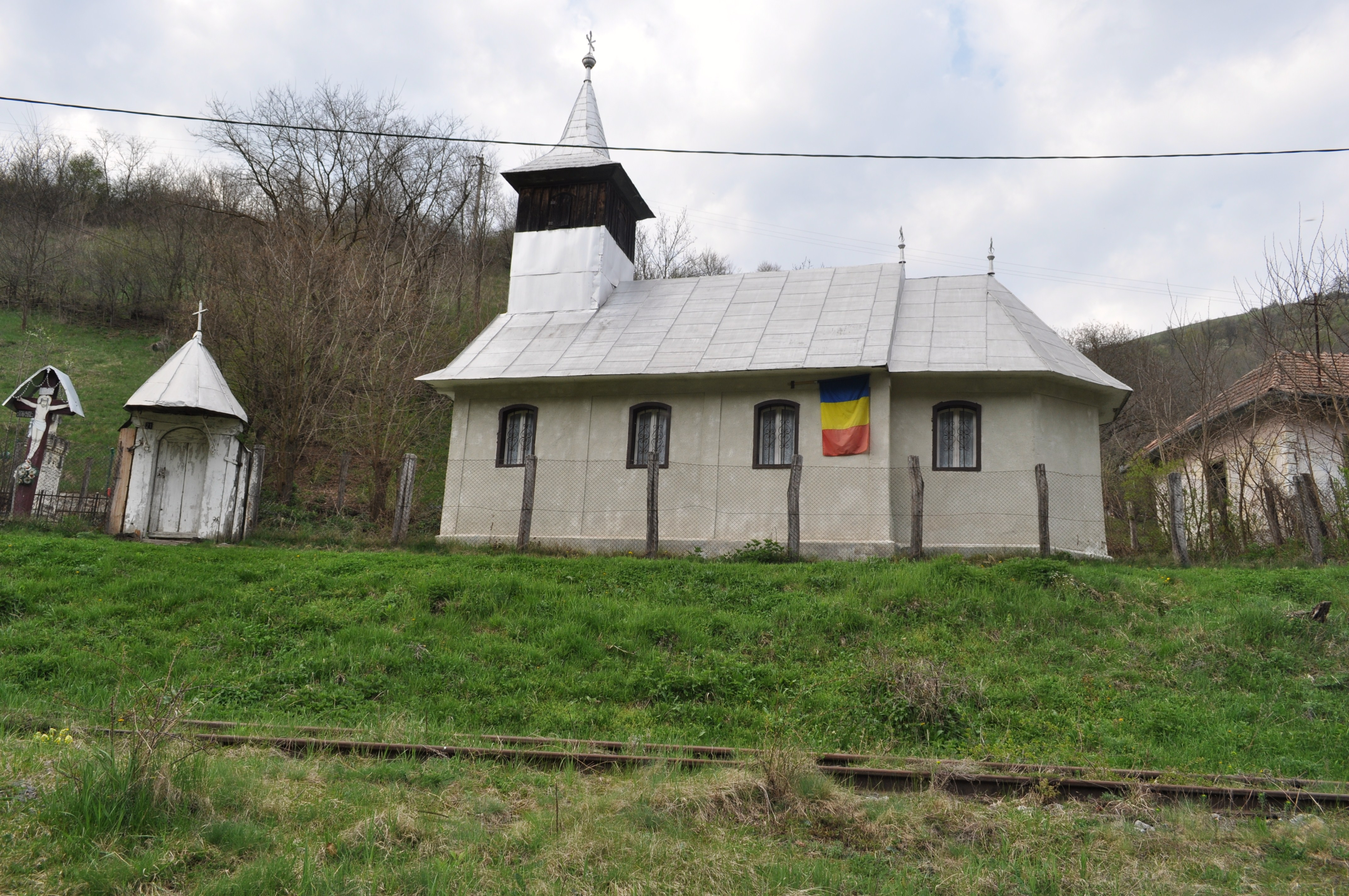
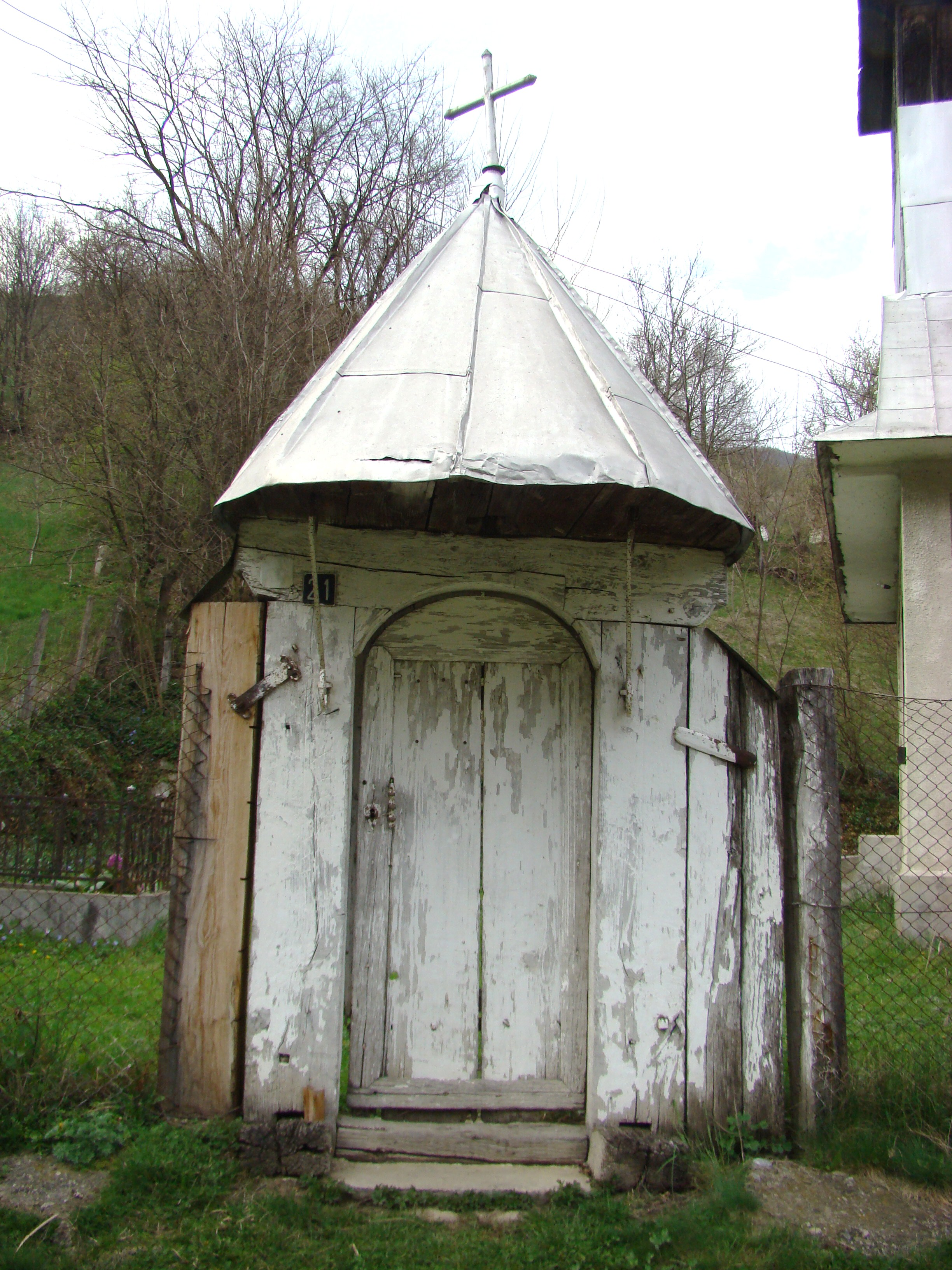
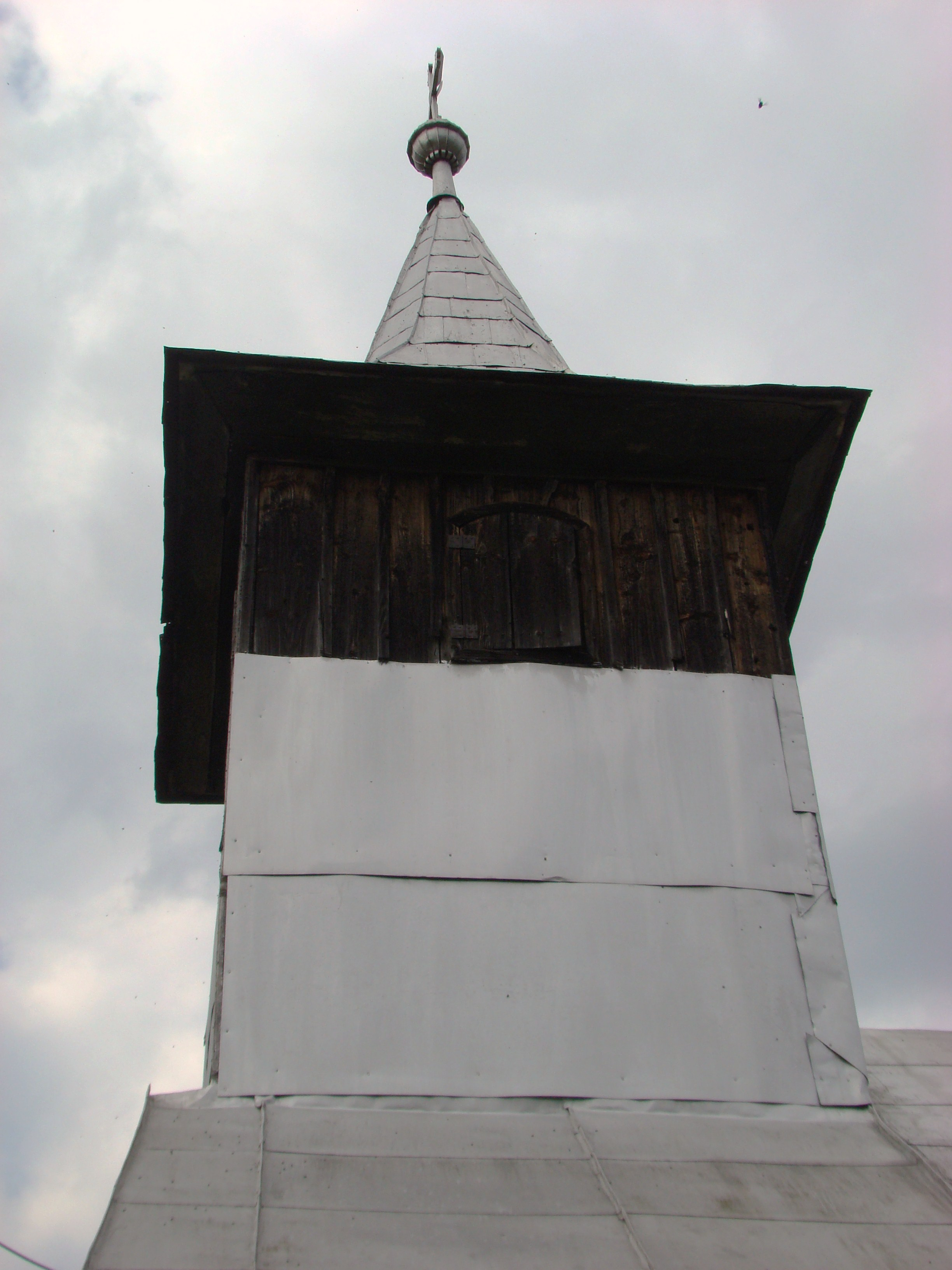
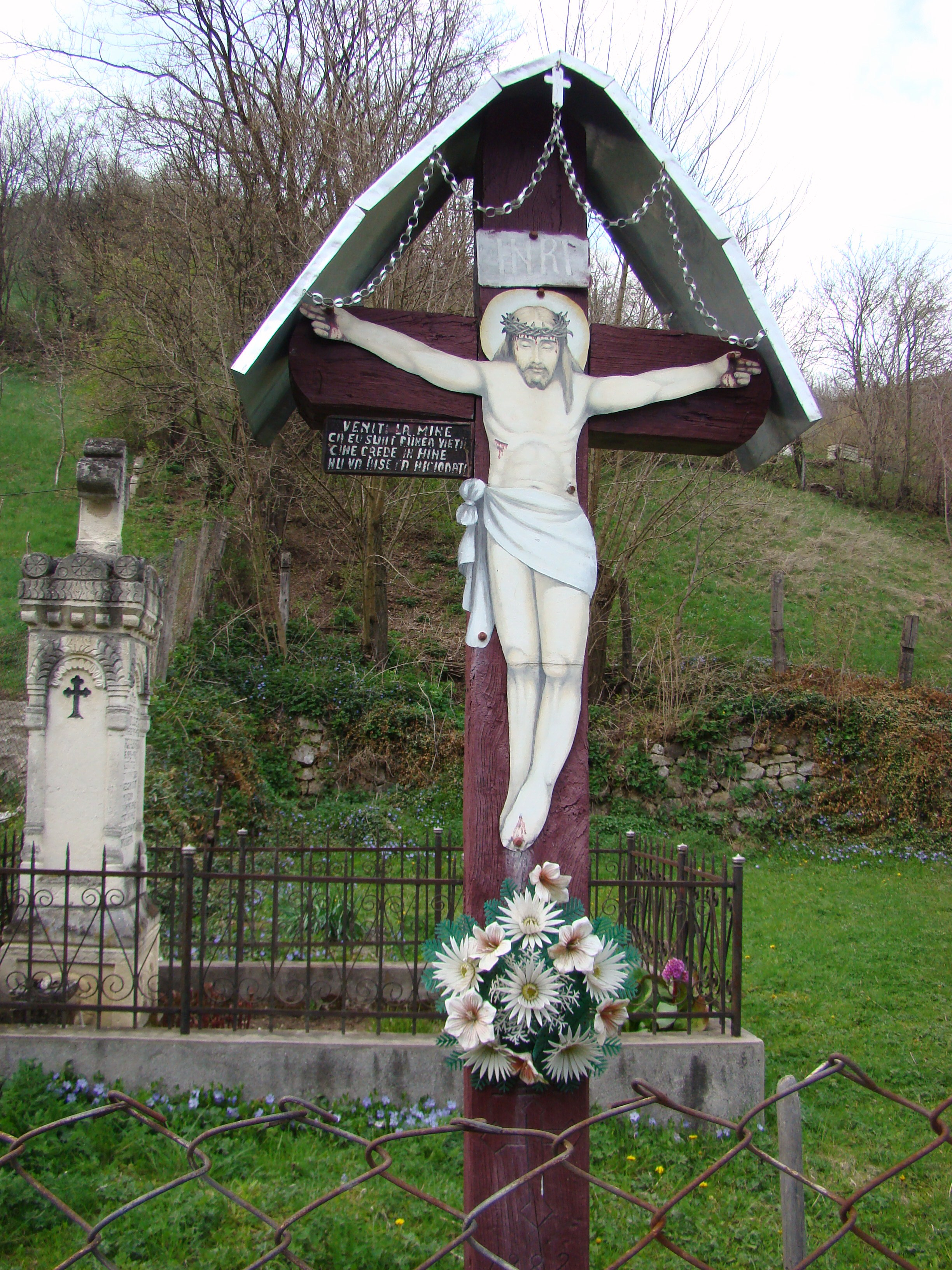
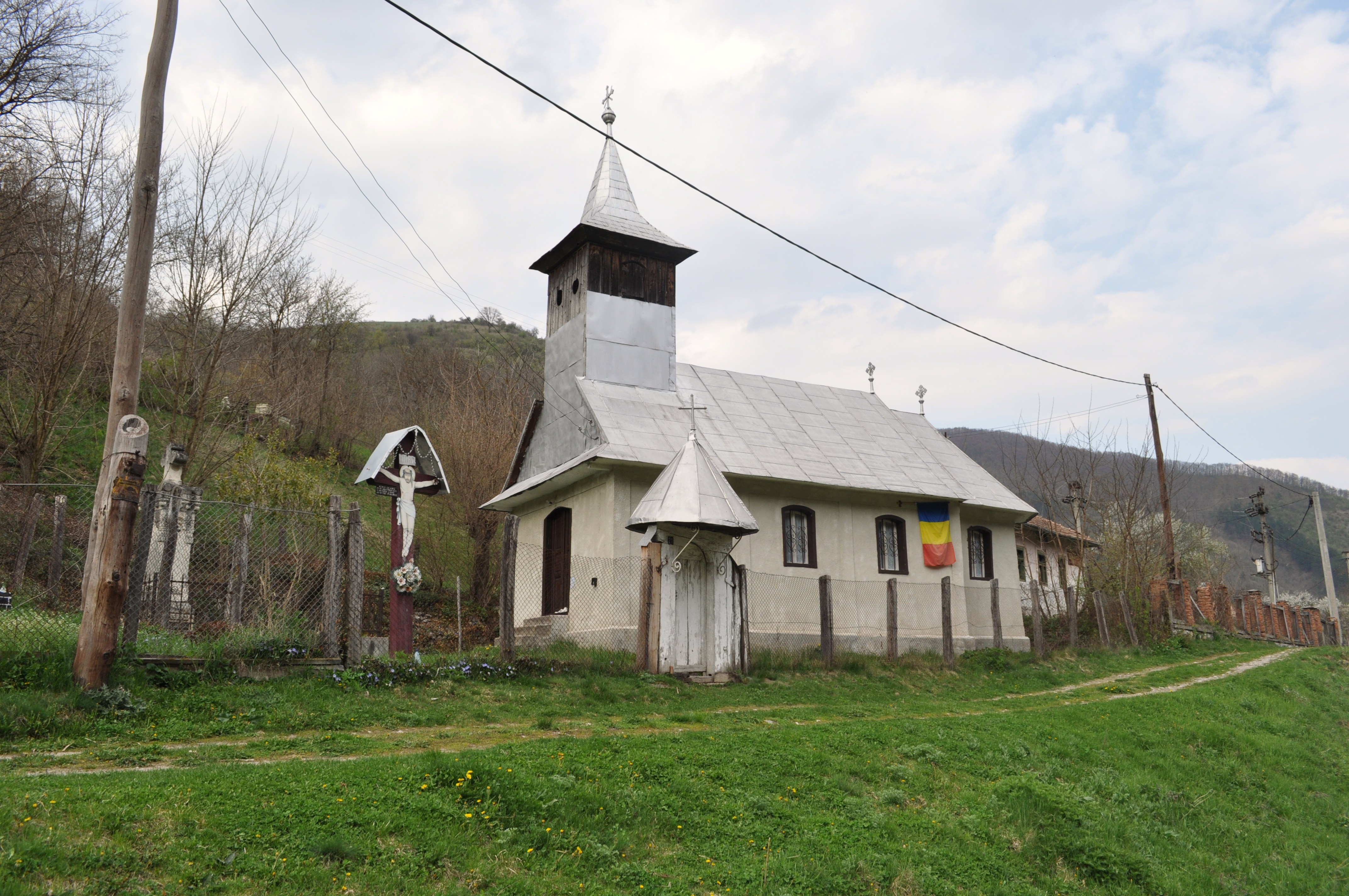